# Wettersteingebirge

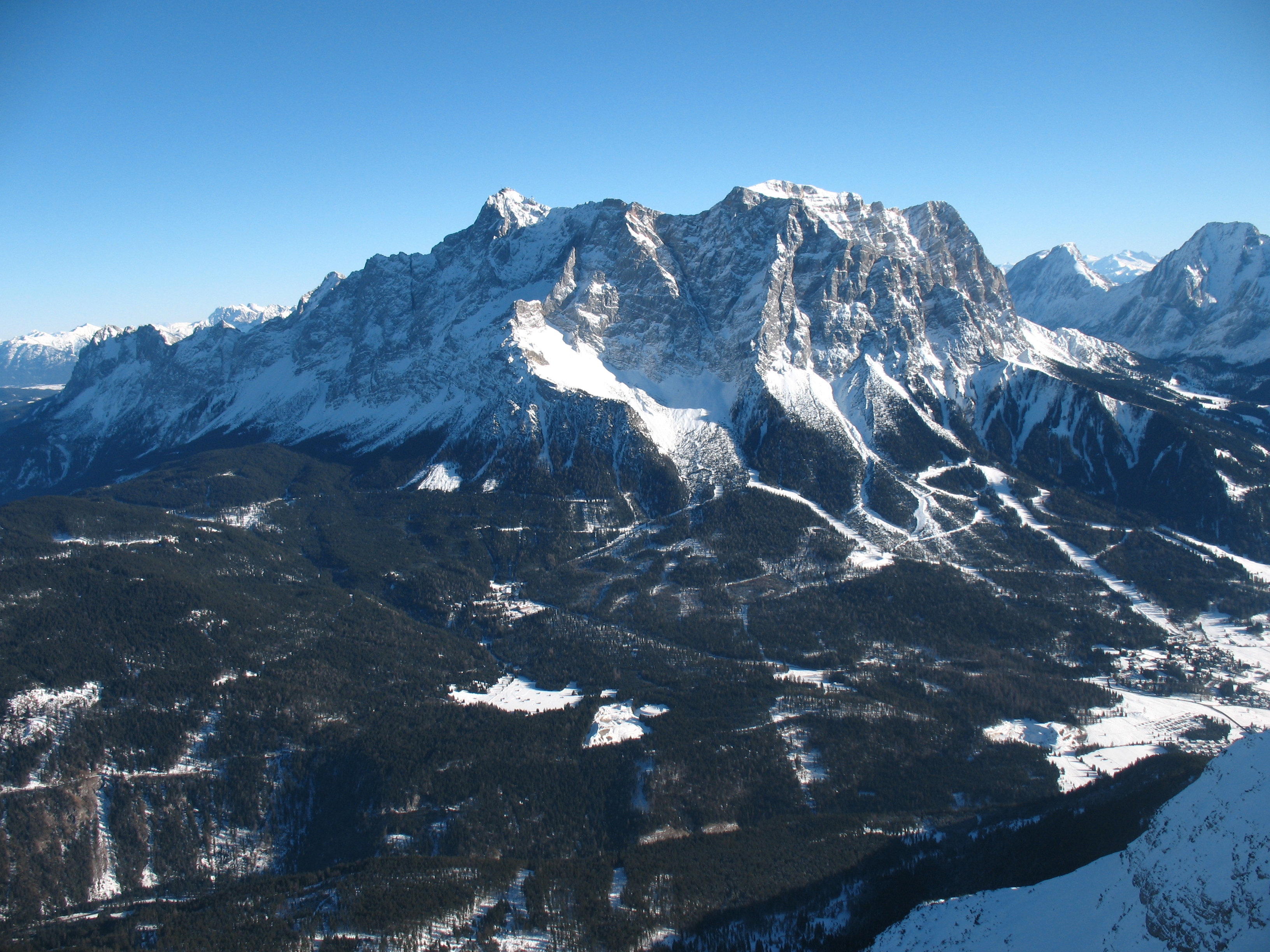
Zugspitze

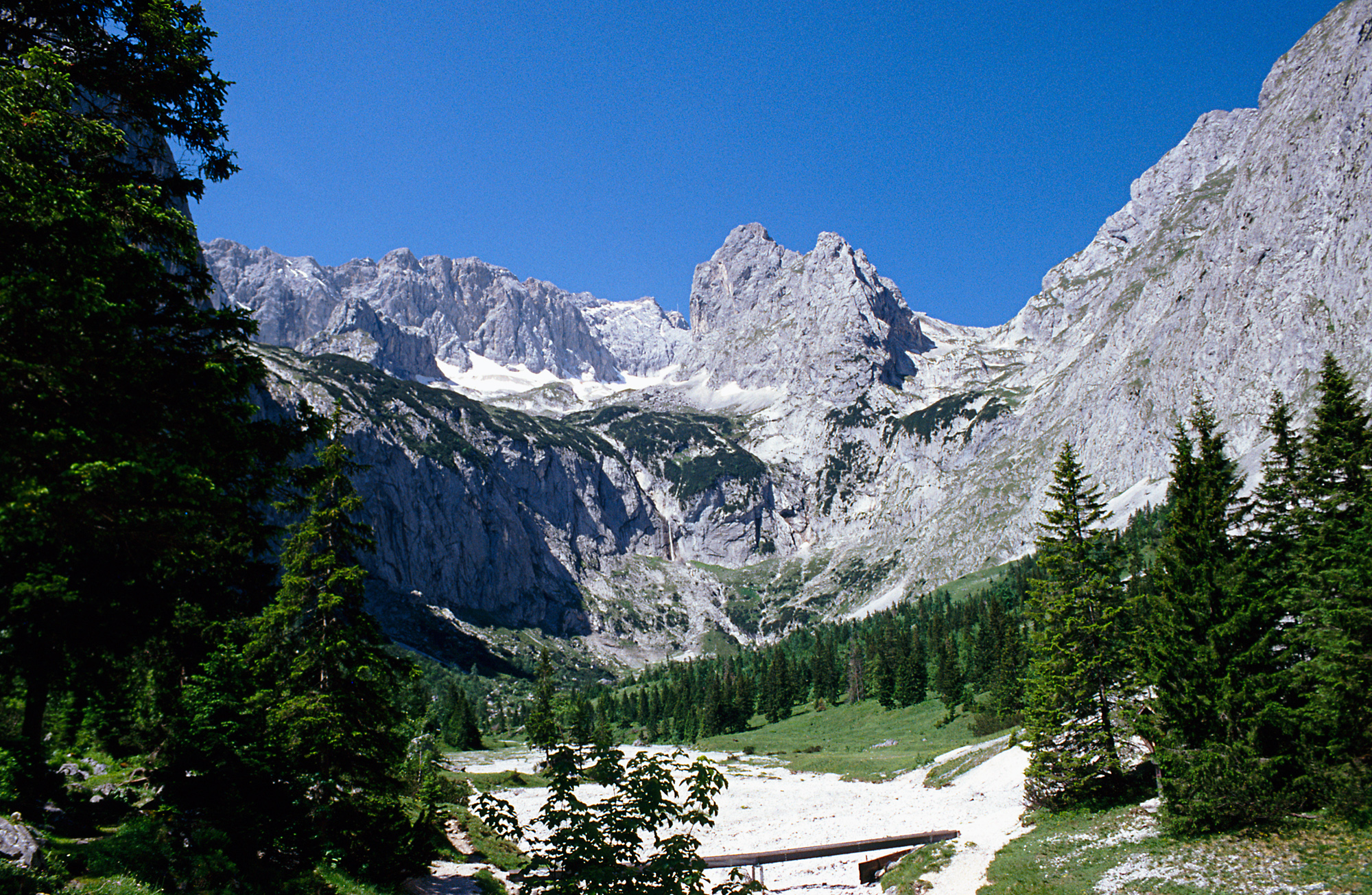
Wettersteingebirge

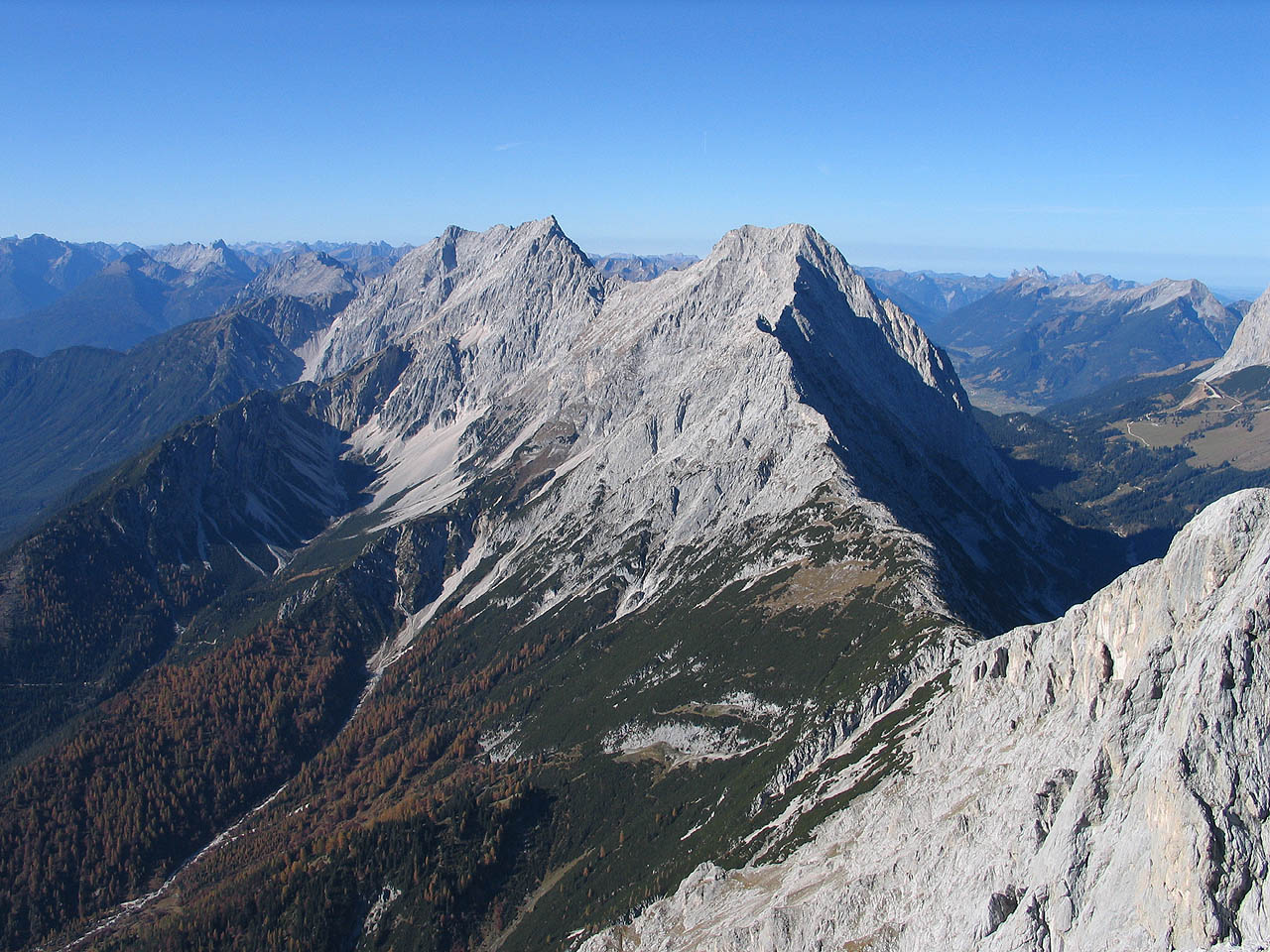
Hochplattig

Wettersteingebirge – pasmo górskie, część Alp Bawarskich, w Północnych Alpach Wapiennych. Leży na granicy Niemiec (Bawaria) i Austrii (Tyrol). Nie przekraczają 3000 metrów nad poziomem morza; najwyższy szczyt Zugspitze osiąga 2962 m. Największe miasto w pobliżu to Monachium.
Pasmo to graniczy z: Ammergauer Alpen na północnym zachodzie, Alpami Lechtalskimi na zachodzie, Alpami Ötztalskimi na południowym zachodzie, Stubaier Alpen na południowym wschodzie, Karwendel na wschodzie oraz z Bayerische Voralpen na północnym wschodzie.
Podgrupy Wettersteingebirge:
- Zugspitze i Plattumrahmung
- Riffelwandkamm
- Waxensteinkamm
- Blassenkamm
- Wettersteinkamm
- Arnstock

Najwyższe szczyty:
- Zugspitze (2962 m),
- Schneefernerkopf (2875 m),
- Zugspitzeck (2820 m),
- Hochplattig (2768 m),
- Wetterspitze (2750 m),
- Hochwanner (2746 m),
- Höllentalspitze (2745 m),
- Hochblassen (2706 m),
- Dreitorspitze (2682 m),
- Alpspitze (2629 m),
- Schüsselkarspitze (2538 m),
- Oberreintalschrofen (2522 m),
- Öfelekopf (2479 m),
- Musterstein (2478 m),
- Großer Waxenstein (2277 m),
- Arnspitze (2196 m),
- Osterfelderkopf (2050 m).